# Existentiell nihilism
Existentiell nihilism är den filosofiska teorin att livet saknar intrinsikalt värde. Existentiella nihilister anser att till och med hela den mänskliga arten är insignifikant, utan syfte och att det är osannolikt att det kommer att förändras i framtiden. Enligt existentiell nihilism är varje individ en isolerad varelse som föds in i universum utan att veta 'varför'. Den intrinsikala meningslösheten med livet utforskas mycket i den filosofiska skolan existentialism, där man potentiellt kan skapa sin egen subjektiva 'mening' eller 'syfte'. Av alla former av nihilism är existentiell nihilism den form som fått mest litterär och filosofisk uppmärksamhet.